# Bombali ebolavirus
Bombali orthoebolavirus е вид от рода Ebolavirus, за първи път докладван на 27 юли 2018 г. Той е открит и секвениран от изследователски екип PREDICT от САЩ в района на Бомбали в северната част на Сиера Леоне, Западна Африка. Вирусът е открит в анголския свободноопашат прилеп (Mops condylurus) и малкия свободноопашат прилеп (Mops pumilus).
През 2019 г. вирусът е установен в анголски свободноопашати прилепи в югоизточна Кения и югоизточна Гвинея. Bombali ebolavirus има способността да заразява човешки клетки, въпреки че към 2024 г. не е доказано дали е патогенен.

## Геном
Филогенетичен анализ показва, че геномът на BOMV е 55 – 59% сходен с геномите на останалите еболавируси, факт, който го категоризира като прототипен нов вид в род Ebolavirus. Допълнителни анализи чрез секвениране показват, че вирусният протеин BOMV GP споделя 92% от регионите, взаимодействащи с NPC1, открити в други еболавируси, като само две уникални мутации са идентифицирани – P146S и A148E.